# Суолиярви (озеро, Канта-Хяме)
Су́олиярви (фин. Suolijärvi) — озеро, близ Хямеэнлинна, в Финляндии.
Длина береговой линии — 12 километров. Наибольшая глубина — 10,44 метра, а средняя — 4,7 метра.
В озере живут окунь, форель, сиг, лещ, щука, плотва и карась.